# 鹤鹬
鹤鹬（学名：Tringa erythropus）为鸟纲鸻形目鹬科鹬属的一种鸟类。是一種大型涉禽（岸鳥）。屬名Tringa是烏利塞·阿爾德羅萬迪在1599年根據古希臘語trungas（亞里士多德提到的一種像畫眉鳥大小、擁有白色臀部且會上下擺動尾巴的涉水鳥）給予白腰草鷸的新拉丁語名稱。種名erythropus源自古希臘語eruthros，意為「紅色」，和pous，意為「腳」。
鶴鷸在北斯堪的納維亞和北部古北界廣泛繁殖，並遷徙至地中海、英國南部、法國、熱帶非洲和熱帶亞洲過冬。偶爾會有流浪鳥到達澳大利亞和北美洲。在中国大陆，分布于新疆、东部、西至甘肃、四川、贵州、西藏等地。该物种的模式产地在荷兰。

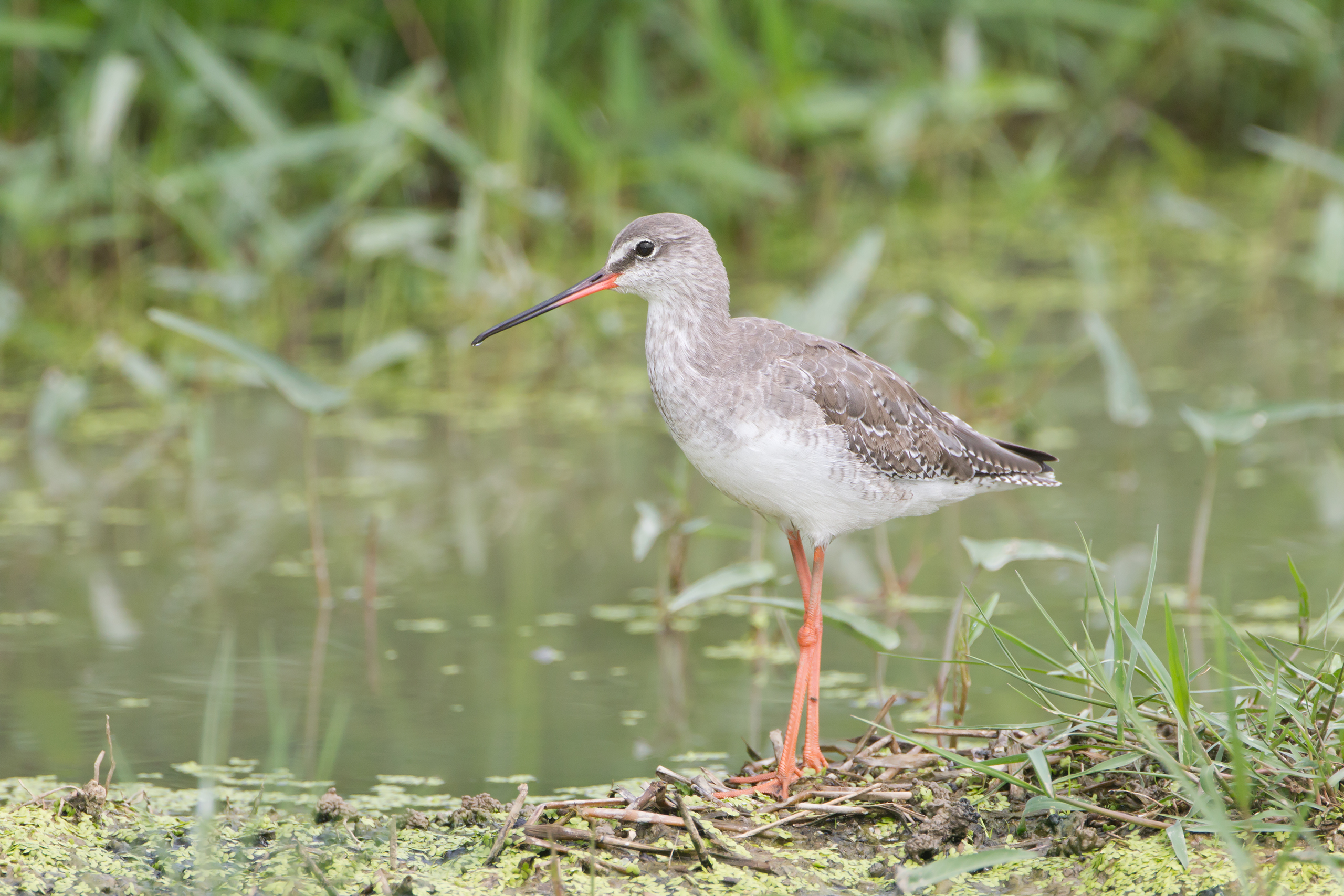
非繁殖羽

## 分類學
鶴鷸由德國動物學家彼得·西蒙·帕拉斯於1764年描述，並給予雙名法Scolopax erythropus。 它是一個單型種，沒有公認的亞種。 在分類學上，它與其他幾種大型鷸屬 （Tringa）物種形成了緊密的群體，分子定序顯示它是包含大黃腳鷸和青足鷸的支系的姊妹群。

## 描述
這是一種大型涉禽（岸鳥），身長29—31 cm（11—12英寸），（根據慣例，長度測量是從死鳥（或標本）的喙尖到尾尖，並將其背部朝上平放測量。）翼展為61—67 cm（24—26英寸），體重範圍為121至205 g（4.3至7.2 oz）。在繁殖羽中呈黑色，冬季則非常淡色。牠們擁有紅色的腿和喙，飛行時背部會顯示出一個白色的橢圓形。幼鳥為灰褐色，上方有細小的白色斑點，下方則有淡色的細條紋。
成鳥在7月至10月間會完全換羽。春天時，身體的羽毛會在3月至5月間換新。幼鳥則在8月至2月間進行部分換羽。
牠們的叫聲是嘎吱嘎吱的哨聲teu-it（有點類似紅燕鷗的叫聲），警告聲則是kyip-kyip-kyip。

## 棲地與分佈範圍
鶴鷸在北極的古北界大部分地區繁殖，從西部的拉普蘭到東部的楚科奇自治區。

## 行為

### 食物與覓食
像大多數涉禽一樣，牠們以小型無脊椎動物為食。

### 繁殖

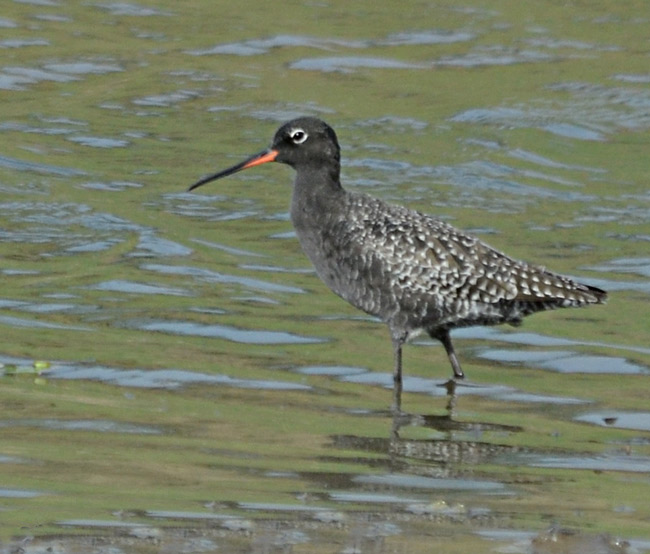
鶴鷸 - 繁殖羽

牠們在開闊的沼澤泰加林築巢，在地面上挖一個坑洞，並產下四枚蛋。為了繁殖，牠們的羽毛會變為帶有白點的黑色至深灰色。在繁殖羽期間，牠們的腿也會變為深灰色。請參見旁邊的圖片。

## 保育與威脅
鶴鷸是非歐亞遷移性水鳥協定（AEWA）適用的物種之一。